# Dasynemasoma ichihashii
Dasynemasoma ichihashii är en mångfotingart som beskrevs av Murakami 1979. Dasynemasoma ichihashii ingår i släktet Dasynemasoma och familjen tråddubbelfotingar. Inga underarter finns listade i Catalogue of Life.